# Vitvingad apalis
Vitvingad apalis (Apalis chariessa) är en fågel i familjen cistikolor inom ordningen tättingar.

## Utseende och läten
Vitvingad apalis är en 15 cm stor skogslevande sångare med exceptionellt lång stjärt. Ovansidan är svart, undersidan bjärt gyllengul. På vingen syns tydliga vita vingplaneler. Strupen är vit ovanför ett svart bröstband. Honan är blekare än hanen och saknar bröstbandet. Lätet är ett snabbt upprepat "tee-luu dee-lu".

## Utbredning och systematik
Vitvingad apalis delas in i två underarter:
- Apalis chariessa macphersoni – förekommer i bergsskogsområden från sydöstra Kenya till norra Moçambique
- Apalis chariessa chariessa – förekommer i Kenya (nedre Tana River)

### Familjetillhörighet
Cistikolorna behandlades tidigare som en del av den stora familjen sångare (Sylviidae). Genetiska studier har dock visat att sångarna inte är varandras närmaste släktingar. Istället är de en del av en klad som även omfattar timalior, lärkor, bulbyler, stjärtmesar och svalor. Idag delas därför Sylviidae upp i ett antal familjer, däribland Cisticolidae.

## Status och hot
Germains påfågelfasan har en liten världspopulation bestående av uppskattningsvis endast 1 500–7 000 vuxna individer. Den tros också minska i antal till följd av habitatförlust. Internationella naturvårdsunionen IUCN kategoriserar den som nära hotad.